# Сан Ремиђо (Парма)
Сан Ремиђо је насеље у Италији у округу Парма, региону Емилија-Ромања.
Према процени из 2011. у насељу је живело 29 становника. Насеље се налази на надморској висини од 437 м.